# Cynthiacetus
Il cinziaceto (gen. Cynthiacetus) è un cetaceo estinto, appartenente ai basilosauridi. Visse tra l'Eocene superiore e l'Oligocene inferiore (circa 38 – 32 milioni di anni fa) e i suoi resti fossili sono stati ritrovati in Nordamerica, Sudamerica e Africa.

## Descrizione
Questo animale era di enormi dimensioni; il solo cranio era lungo circa un metro e l'intero esemplare adulto poteva raggiungere i 12 metri di lunghezza (nella specie Cynthiacetus peruvianus). Il corpo allungato terminava in una lunga coda, ed erano ancora presenti le ossa degli arti posteriori. Il cranio, come in tutte le forme simili (i basilosauridi) era allungato e sottile, e dotato di una dentatura costituita da elementi aguzzi e taglienti. Benché il cranio fosse superficialmente simile a quello di Basilosaurus, la morfologia delle vertebre richiamava maggiormente altri basilosauridi più piccoli, come Zygorhiza e Dorudon: le vertebre del tronco, infatti, erano corte e non allungate come in Basilosaurus; una specie di questo animale (C. peruvianus) possedeva il maggior numero di vertebre e costole toraciche osservate nei cetacei (almeno 20). Le prime vertebre toraciche erano dotate di una spina neurale quasi verticale. Un'altra caratteristica di Cynthiacetus era data dalla presenza di grandi forami nelle vertebre cervicali che permettevano il passaggio delle arterie, e dall'assenza di espansioni ventrali dei processi traversi nelle vertebre caudali dalla 3 alla 5.

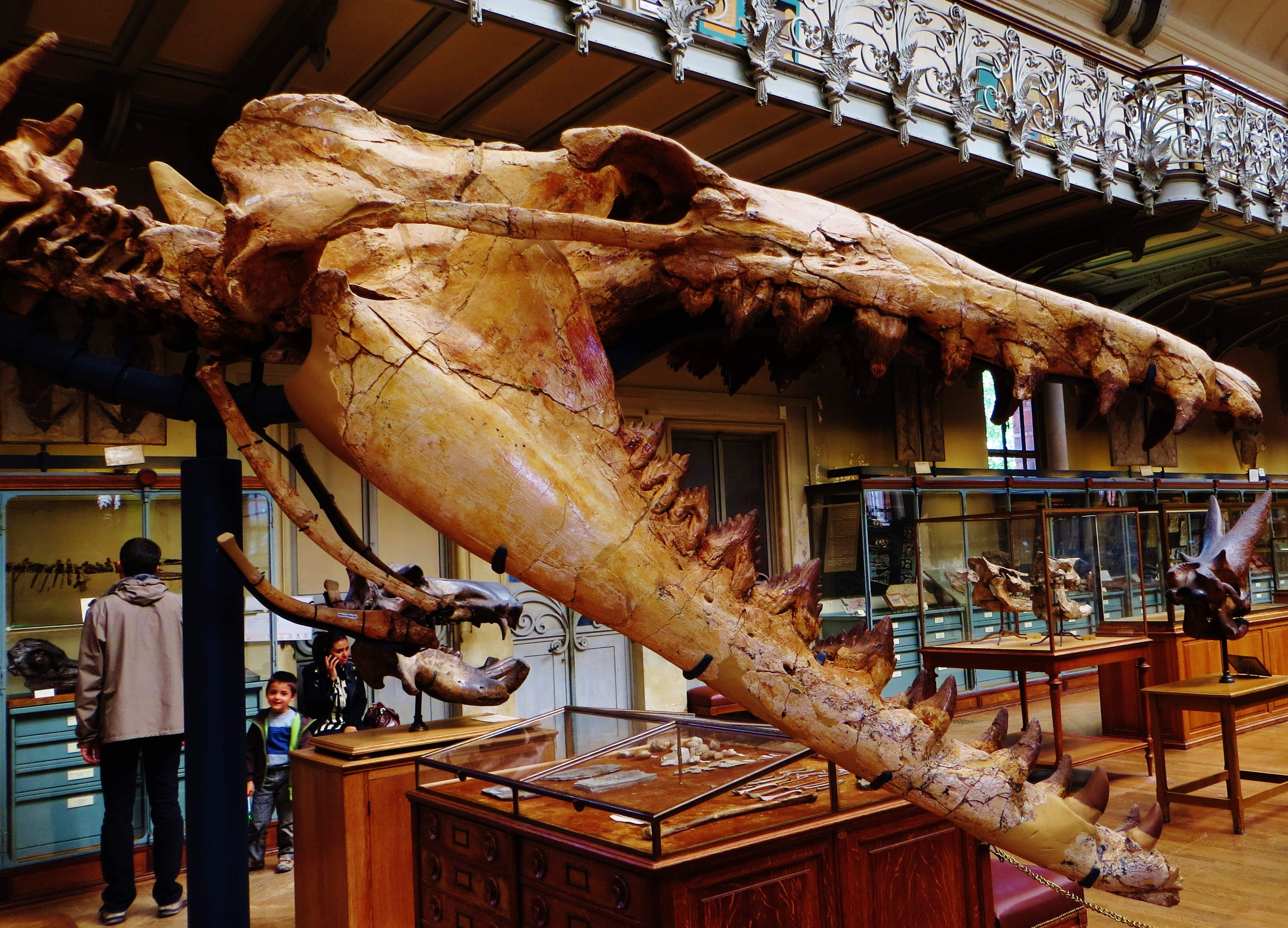
Cranio di Cynthiacetus peruvianus

## Classificazione
Il genere Cynthiacetus venne descritto per la prima volta da Uhen nel 2005, sulla base di fossili ritrovati in Mississippi. Questo taxon venne istituito per accogliere alcuni fossili generalmente attribuiti a Pontogeneus, un taxon basilosauride basato su esemplari molto incompleti, descritti sommariamente e ora scomparsi. La specie tipo è C. maxwelli, i cui fossili sono stati ritrovati in Nordamerica (Alabama, Florida, Georgia, Mississippi, Carolina del Nord). Un'altra specie ascritta a questo genere è C. peruvianus, noto per un esemplare quasi completo proveniente dalla formazione Otuma del Perù (Eocene superiore – Oligocene inferiore). Questa specie si differenzia dalla precedente principalmente nella mancanza di una cuspide nei lati mesiale e distale del terzo e quarto premolare inferiore. Altri fossili attribuiti a Cynthiacetus sono stati ritrovati nell'Eocene superiore dell'Egitto.

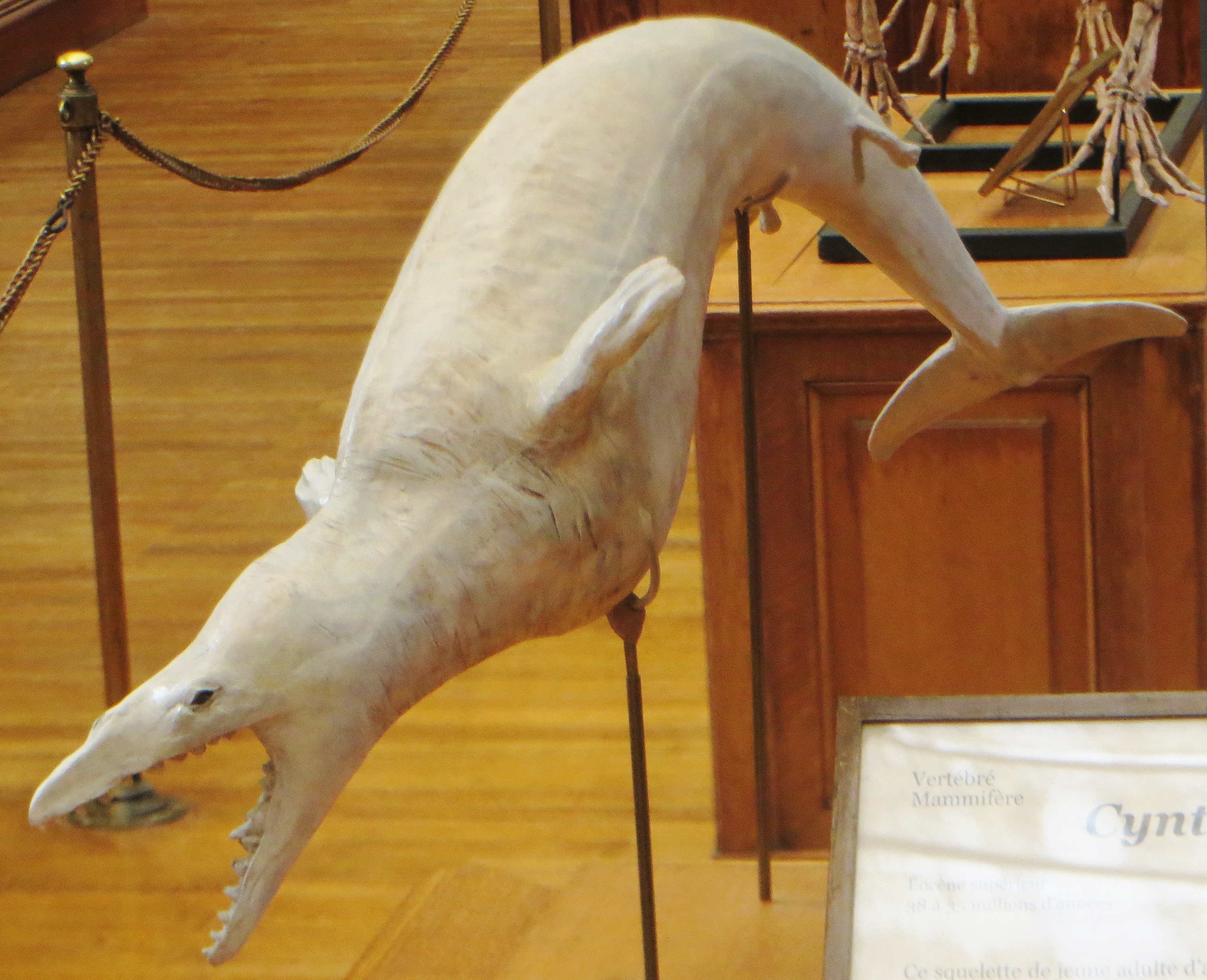
Ricostruzione museale di Cynthiacetus peruvianus

Un altro animale simile, rinvenuto in Egitto ma di dimensioni ancora maggiori, è Masracetus (Gingerich, 2007). Questi due animali sono considerati rappresentanti particolarmente grandi dei dorudontini (Dorudontinae), un gruppo di basilosauridi solitamente di piccole dimensioni, caratterizzati da vertebre toraciche corte.